# Ásraf Dárí
Ásraf Dárí (Casablanca, 1999. május 6. –) marokkói válogatott labdarúgó, az egyiptomi el-Ahlí hátvéde.

## Pályafutása

### Klubcsapatokban
Dárí a marokkói Casablanca városában született. Az ifjúsági pályafutását a helyi Vidad Casablanca akadémiájánál kezdte.
2018-ban mutatkozott be a Vidad Casablanca felnőtt keretében. 2022. július 29-én négyéves szerződést kötött a francia első osztályban szereplő Brest együttesével. Először a 2022. augusztus 7-ei, Lens ellen 3–2-re elvesztett mérkőzés 74. percében, Christophe Hérelle cseréjeként lépett pályára. Első gólját 2022. augusztus 21-én, az Angers ellen idegenben 3–1-es győzelemmel zárult találkozón szerezte meg. A 2023–24-es szezon második felében a belga Charleroi csapatát erősítette kölcsönben. 2024. augusztus 28-án az egyiptomi el-Ahlí szerződtette.

### A válogatottban
Dárí az U20-as és az U23-as korosztályú válogatottakban is képviselte Marokkót.
2021-ben debütált a felnőtt válogatottban. Először a 2021. december 7-ei, Szaúd-Arábia ellen 1–0-ra megnyert mérkőzésen lépett pályára. Első válogatott gólját 2022. december 17-én, Horvátország ellen 2–1-re elvesztett VB-bronzmérkőzésen szerezte meg.

## Statisztikák
2024. május 4. szerint
| Klub      | Szezon   | Osztály        | Bajnokság | Bajnokság | Kupa  | Kupa | Nemzetközi | Nemzetközi | Összesen | Összesen |
| Klub      | Szezon   | Osztály        | Meccs     | Gól       | Meccs | Gól  | Meccs      | Gól        | Meccs    | Gól      |
| --------- | -------- | -------------- | --------- | --------- | ----- | ---- | ---------- | ---------- | -------- | -------- |
| Brest     | 2022–23  | Ligue 1        | 18        | 1         | 2     | 0    | —          | —          | 20       | 1        |
| Brest     | 2023–24  | Ligue 1        | 4         | 0         | 0     | 0    | —          | —          | 4        | 0        |
| Charleroi | 2023–24  | Jupiler League | 9         | 3         | 0     | 0    | —          | —          | 9        | 3        |
| Összesen  | Összesen | Összesen       | 31        | 4         | 2     | 0    | 0          | 0          | 33       | 4        |

### A válogatottban
| Válogatott | Év       | Pályára lépés | Gól |
| ---------- | -------- | ------------- | --- |
| Marokkó    | 2021     | 1             | 0   |
| Marokkó    | 2022     | 6             | 1   |
| Összesen   | Összesen | 7             | 1   |

#### Góljai a válogatottban
| # | Időpont            | Helyszín                                | Ellenfél     | Gólok | Eredmény | Kiírás     |
| - | ------------------ | --------------------------------------- | ------------ | ----- | -------- | ---------- |
| 1 | 2022. december 17. | Halífa Nemzetközi Stadion, Baaja, Katar | Horvátország | 1–1   | 1–2      | 2022-es VB |